# Zijn (single)
Zijn is een single van de Nederlandse rapper Gers Pardoel uit 2012. Het stond in 2011 als zevende track op het album Deze wereld is van jou, waar het de vierde single van is, na Morgen ben ik rijk, Ik neem je mee en Bagagedrager.

## Achtergrond
Zijn is geschreven en geproduceerd door Gers Pardoel zelf. Het is een nederpoplied dat waarin de zanger zingt over het feit dat je alles kan doen en zijn wat je wilt, als je maar jezelf blijft. Dit reflecteert hij op zijn eigen carrière/leven. De B-kant van de single is Eenzaam op de bank, welke als tiende track op hetzelfde album te vinden is. Dat lied is geschreven door Benny Vreden, Henri Djian, Jacques Luent, Gers Pardoel en Daniël Faure en geproduceerd door FS Green. Eenzaam op de bank wordt deels ingezongen door Lenny Kuhr.

## Hitnoteringen
Het lied haalde in zowel Nederland als België noteringen in hitlijsten. In zowel de Nederlandse Top 40 als de Vlaamse Ultratop 50 piekte het op de 27e plek. Het stond zeven weken in de Top 40 en drie weken langer in de Ultratop 50. In de Nederlandse Single Top 100 was de 35e plaats de piekpositie. Het was veertien weken in deze lijst te vinden.

## Cover
Voor het programma Liefde voor muziek maakte de band Clouseau in 2017 een cover van het lied. Deze cover behaalde geen noteringen in hitlijsten, maar werd wel getipt door de Vlaamse Ultratop.